# Confessions (Ашеров албум)
Confessions је четврти студијски албум америчког пјевача Ашера. Објављен је 23. марта 2004. године, од стране издавачке куће Ариста рекордс, на дан када је водећи сингл албума, „Yeah!”, објављен у јануару 2004, почео шесту недељу на врху Билборд хот 100 листе и пету на првом мјесту Билборд хот R&B/хип хоп листе. Албум је сниман током 2003. и 2004. године, док су продукцију радили бројни продуценти, укључујући дугогодишње сараднике, Џермејна Дуприја, Џими Џама и Терија Луиса и Лил Џона између осталих. Албум Confessions је примарно савреми R&B, који показује Ашера као крунера, кроз мјешавину балада и брзог темпа, припајајући музичке жанрове денс попа, хип хопа и кранка. Теме албума су генерално контроверзе око Ашерових љубавних веза, ипак, извршни продуцент албума — Џермејн Дупри, изјавио је да албум говори о његовој приватној причи.
Албум је продат у 1,1 милиона примјерака прве недеље, што је највећи број продатих примјерака прве недеље икада у конкуренцији мушких R&B извођача и седми најбољи икада на листи Nielsen SoundScan. Албум је од тада продат у преко 20 милиона примјерака широм свијета, од чега преко 10 милиона у Сједињеним Државама, захваљујући чему је добио сертификацију Дијамантски од стране Америчког удружења дискографских кућа. У намјери да повећа продају албума, објавио је специјално издање албума, на којем је био укључен и сингл My Boo, дуетска пјесма са Алишом Киз. Албум Confessions донио је Ашеру бројне награде, укључујући три Гремија: за најбољи савремени R&B албум, за најбољу реп/сунг сарадњу, за пјесму „Yeah!” и Греми за најбоље R&B перформансе дуа или групе са вокалима, за пјесму „My Boo”.
Према часопису Билборд, Confessions је други најпродаванији албум деценије 2000-2009 у Сједињеним Државама. Са преко осам милиона продатих примјерака 2004. године, албум је посматран као знак опоравка продаје албума у Сједињеним Државама, након три године опадања. Такође је био примјер комерцијалних уздизања урбане музике и доминације на Билбордовој листи 2004. године.
Четири сингла са албума нашла су се на првом мјесту Билборд хот 100 листе; сингл „Yeah!” је на првом мјесту провео 12 недеља заредом, „Burn” осам недјеља, „Confessions Part II” двије недјеље и „My Boo” шест недјеља.

## Позадина и снимање
Када је почео да снима албум Confessions 2003. године, Ашер је тврдио да не жели да ради са новим продуцентима. Продукцију су почели да раде Ашер и Џермејн Дупри, који је продуцирао његова два претходна албума, My Way (1997) и 8701 (2001). Упркос његовој визији, Ашер је изјавио: „са овим албумом изабрао сам неке нове продуценте за које мислим да ће ми дефинитивно дозволити да се изразим на другачије начине. Сваки албум мора да расте, морате да тражите нешто другачије.” Дупри је такође позвао свог сарадника, Брајана Мајкла Кокса, док су албум продуцирали и Џими Џам и Тери Луис, Џаст Блејз, Р. Кели и Ашеров брат Џејмс Лејки.
Када је Ашер осјетио да је албум комплетан, са 40 снимљених пјесама, доставио га је својој издавачкој кући, Ариста рекордсу. Ипак, након што су он и предсједник. компаније, Л. А. Рид, слушали пјесме, Рид је осјетио да нешто недостаје у њему, изјавивши: „знате шта, ту су једна или двије пјесме које морамо да добијемо”. Ашер је био незадовољан са том одлуком, осјећао је да је повратак у студио најтежи дио и морао је поново да се мотивише. Отишао је да сними још неколико пјесама, гдје су му помагали Лил Џон и Лудакрис. Тим је успио да продуцира пјесме као што су „Red Light” и „Yeah!”. Такође је снимио пјесме са Паф Дидијем и групом The Neptunes, али те пјесме нису објављене.

## Композиција
Један од Ашерових првих корака у снимању албума била је одлука да открије „своју малу тајну”. Пријатељ и бивши A&R репер, Каван „KP” Пратер, кроз албум дозволио је публици да упозна Ашерову личност. Пратер је изјавио: „музика никад није била упитна, али људи теже да купе умјетника. Што више знају о теби, више ће осјећати да си ту са њима”. Примарно због личног садржаја албума, Ашер је рекао да је ово његова шанса да буде стваран. Назвао је албум Confessions (исповијести), зато што је осјетио да му је то најличнији албум до сада, изјавивши: „свако од нас има своју Пандорину кутију или костуре у нашим ормарима. Пустио сам неколико њих напоље, знате. Имам много тога да кажем. Имам много ствари и материјала изграђеног у мени које само желим да пустим.” Он лично је написао више пјесама него на претходном албуму.
Неколико пјесама на албуму су концептуално базиране на одређене догађаје. Пјесма „Burn” је снимљена око Ашеровог прекида са девојком Розондом „Чили” Томас из америчке женске R&B/хип хоп групе TLC. Дупри и Кокс су разговарали и осјетили су да се у томе може наћи пјесма и почели су да пишу. Слично је и са пјесмом „Confessions Part II”, разговарали су о трудној љубавници и почели су да пишу пјесму о томе. Пјесму је снимио током сесије снимања у Њујорку, у јула 2003. године. Када је Ашер отпјевао пјесму на сесији слушања, тема варања инспирисала је њега и Дуприја да сниме два дијела, „Confessions Part I” и „Confessions Part II”. Пјесма „Confessions Part I” такође се чује у видеу у уводу пјесме „Confessions Part II”.

### Музика и стил
Confessions је углавном савремени R&B. Ашер је коментарисао да је изабрао да ради са људима које зна: „како да тумачите R&B са гледишта џеза, са сједишта старе школе, нове школе, традиционално класичног гледишта...” Продуценти и Ашер су хтјели такав албум, ипак припојени су му други музички жанрови, укључујући хип хоп. Хтио је да ради R&B, али је такође хтио да фанови искусе хип хоп у исто вријеме, изјавивши: „Трудим се да мислим ван оквира”. Када је Лил Џон дошао на сцену, кранк је додат R&B оријентисаном албуму, посебно на пјесму „Yeah!”. Ашер је рекао: „Yeah!' се може назвати првом свјесно стилизованом „кранк R&B” пјесмом.” На албум је такође додат и слоу џим.
Албум такође представља и нови Ашеров стил, који се фокусира на свој глас и технику. Андре Харис и Видал Дејвис преслушавали су албум „8701” и осјетили су да „Ашер треба да пјева стварно јако и да дозволи људима да упознају његове вокалне способности”. Док је труд углавном био усмјерен на пјесме у којима ће демонстрирати вокалне способности, пјесме као „Superstar” и „Follow Me” представљају нижи, „кронер мод” гласа. Балада „Burn”, такође показује његове вокалне способности.

## Објављивање
Албум Confessions планиран је да буде објављен 6. новембра 2003. године, али је из маркетиншких разлога датум објаве помјерен за 23. март 2004. године. Са снимљених доста пјесама, Ашер се суочио са изазовом да изабере коначну листу пјесама. Ашер, Дупри Рид и A&R репер Марк Питс имали су своје фаворите међу 40 пјесама, али су одлучили да изаберу оне за које је било више њих. Успјели су да се договоре за 15 пјесама, уз два интерлудија, што чини листу од 17 пјесама. Доста пјесама је издвојено за будућу употребу, укључујући „Red Light” и ремикс пјесме „Yeah!” Ашер и Ариста су одржали напредну сесију слушања албума, неколико мјесеци прије објављивања; такође је гостовао у телевизијској емисији, гдје је промовисао Confessions.
Са стратегијом да погурају продају албума, упркос пријетњама за крађу музике на интернет, Ашер и његов менаџмент спремили су пратеће издање албума за објаву, са додатним маркетиншким блицем. Идеја се сматра „музичким покретом”, након што је менаџмент издавачке куће Зомба, која је апсорбовала Аристу и наслиједила Ашеров пројекат, био узбуђен око пјесме „My Boo”, са Алишом Киз, која је снимана за оригиналну верзију албума, али није завршена на вријеме да би се нашла на њему. Све је заправо почело када је америчка R&B и соул пјевачица — Алиша Киз, која учествује на пјесми, у разговор донијела идеју о препаковању албума. Са додавањем пјесме „My Boo”, мислили су да је албум комплетиран. Иако и други извођачи објављују специјална издања албума, издавачка кућа је осјетила да је албум на ивици, због претходног успјеха и физичких промјена, укључујући нови омот, проширени ЦД, повлачење плаката и Ашерово писмо фановима. Нова верзија укључивала је пјесме „My Boo” и „Red Light”, које се нису нашле на албуму, и ремикс пјесме „Confessions Part II”, и „Seduction”; оригиналне пјесме су такође биле ту као и проширена верзија пјесме „Confessions Part I” и реп додат од стране америчког репера Џадакиса, у пјесми „Throwback”. Издавачка кућа је нову верзију албума третирала са пуним медијском рекламама. Албум је објављен у октобру 2004. године, седам мјесеци након објављивања оригиналне верзије.

### Маркетинг
У избору који сингл да објави први, Ашер и његова издавачка кућа разматрали су разне стратегије. Са доста потенцијалнух водећих синглова, који могу да се покажу добро на музичком маркету, бирали су између „Yeah!” и „Burn”. Иако је „Burn” био тачно оно што је издавачка кућа тражила, вјеровали су да ће „Yeah!” бити блокбастер. Такође, осјетили су да „Burn” није успјела да испуни њихова очекивања, изјавивши: „то што је Burn сјајна пјесма је једна ствар, али је једна од оних ствари за коју људи кажу 'јака је, али да ли можемо направити историју са тим?' На крају дана, желите спектакл.”
Ашер је био скептичан око тога да ли ће „Yeah!”, која је углавном компонована око кранка, бити добар избор, јер је „Confessions” замислио као R&B албум. KP је изјавио: „свако је био уплашен да направи први корак”.
Док је велика дебата вођена око те двије пјесме, „Burn” је првобитно изабрана као водећи сингл, са планом да се сними и музички видео крајем 2003. године. У међувремену, Лил Џон је послао пјесму „Yeah!” ди џејевима широм Сједињених Држава у новембру 2003. године. У почетку, издавачка кућа није хтјела да „Yeah!” буде водећи сингл. Послата је уличним ди џејевима са намјером да обради фанове који су чекали три године од објављивања албума 8701. Док је издавачка кућа била неактивна током Божићних празника, "Yeah!" је постала повољна и брзо се проширила на радио станицама широм државе, без икакве промоције. Коначно је објављена као водећи сингл албума 27. јануара 2004. године.
Да би задржао албум на врху листе, сингл „My Boo”, је планиран да се објави када пјесма „Confessions Part II” буде у паду на Билборд хот 100 листи. Б страна албума у Уједињеном Краљевству, укључивала је пјесме „Red Light” и „Sweet Lies”. Сингл је доспио на прво мјесто листе, дајући албуму четврти сингл заредом на првом мјесту. Пјесма „Caught Up” објављена је као последњи, пети сингл са албума и достигла је осмо мјесто на Билборд хот 100 листи у Сједињеним Државама.

### Турнеја
Ашер је албум подржао са двомјесечном концертном турнејом под називом „The Truth Tour”. Турнеја је била на малој бини изнад главне бине, на којој је Ашер наступао са бендом и плесачима. Мања бина имала је мини платформу, која је била повезана са главном бином и велико степениште са обје стране. Лијево, биле су велике кружне степенице, док су десно биле степенице за случај опасности и лифт. Канје Вест и Кристина Милано отворили су турнеју.
Ашеровом изласку на бину претходио је кратки филм, који је приказивао њега како се облачи, након чега је отворио турнеју пјесмом „Caught Up”, обучен скроз у бијело. Друга пјесма коју је изводио била је „You Make Me Wanna...”, приликом које су двоје плесача стајали на бини са Ашером, док су два мушка плесача изашла са по двије столице у рукама. Оба плесача су бацила једну столицу на врх бине, док је Ашер већ имао столицу у рукама; сви су пратили плесну тачку. Након овога изводио је пјесму „U Remind Me”, гдје је плесао сам. Затим је пјевао „That's What It's Made For”, па „Bad Girl”, приликом чега је био обучен у одијело лаванде, док је дјевојка из публике дошла на бину; пјевао јој је пјесму „Superstar”, а затим пјесму „Can U Handle It?”, коју је завршио тако што је пољубио дјевојку, која је напустила бину. Шоу је завршио пјесмом „Yeah!”, водећим синглом албума.
Турнеја „The Truth Tour” почела је 5. августа 2004. године у Хемптону, а завршена је 7. октобра 2004. у Њујорку. Рангирана је као турнеја са највећом зарадом 2004. године, са зарађених 29.1 милион долара.

## Реакција јавности
Након што су Ашер и издавачка кућа одржали неколико сесија слушања албума, прошириле су се контроверзе око концепта трудне љубавнице у пјесми „Confessions Part II”. Иако Ашер није предвидио такву реакцију на албум, Дупри је претпоставио, док је правио албум, каква ће реакција јавности бити, изјавио је: „Људи ће да постављају питања о пар мањих текстова”. Ашер је окончао своју везу са Чили почетком 2004. године. Људи су спекулисали о томе да ли је њихов раскид заслужан за садржај албума и Ашерове ране интервјуе о теми албума. Ашер је признао да је текстове написао због своје гриже савјести, због чега су људи претпоставили да су он и Чили раскинули због његовог невјерства. У фебруару 2004. године, на радио интервјуу, Чили је тврдила да ју је Ашер преварио и да су због тога раскинули.
Упркос високо распрострањеним гласинама, Ашер је изјавио: „људи претпостављају ствари, зато што, као што сам рекао, употријебио сам лична искуства у креирању музике.” Додао је да је волио Чили: „једноставно није ишло. Али варање није оно што је узроковало раскид везе..” Иако је „Burn” подсјетник на његову везу са Чили, изјавио је да ситуација око трудноће није узета из неке одређене ситуације у његовом животу. Такође је открио да су га његови пријатељи, који су пролазили кроз сличне ситуације у животу, инспирисали да напише те пјесме, изјавивши: „то је просто нешто гдје сам колективно прикупљао енергију од свих око мене, који су радили на албуму.” Почетком 2006. године, Дупри је открио да је прича иза албума његова, изјавивши: „ја варам моју сталну дјевојку, добијам бебу са том другом женом и покушавам да признам све што се десило мојој дјевојци.”

## Критички пријем
| Професионални рејтинг | Професионални рејтинг |
| Збирни резултат       | Збирни резултат       |
| Извор                 | Рејтинг               |
| --------------------- | --------------------- |
| Metacritic            | 71/100                |
| Резултати             |                       |
| Извор                 | Рејтинг               |
| AllMusic              | [ 25 ]                |
| Блендер               | [ 26 ]                |
| Ентертајнмент викли   | B+                    |
| Гардијан              | [ 28 ]                |
| Лос Анђелес тајмс     | [ 29 ]                |
| Нау                   | 4/5                   |
| Q                     | [ 31 ]                |
| Ролинг стоун          | [ 32 ]                |
| Ју Ес Ес тудеј        | [ 33 ]                |
| Вајб                  | 3.5/5                 |

На сајту Metacritic, који сумира рејтинг до 100, на основу рецензија, албум је добио 71 бод на на основу 13 рецензија. Са умјетничке тачке гледишта, албум се сматра Ашеровим најбољим албумом до тог тренутка, док су га уредници назвали скупим и футуристичким. Мет Кибула из PopMatters-а написао је да то може бити најбољи поп албум године на енглеском језику. Уредник часописа Ентертајнмент викли, Џем Асвалд написао је да је Ашер показао новооткривену зрелост, отварајући га са једном од најбољих пјесама које је икад снимио. Уредница часописа Вајб, Лаура Чековеј, написала је: „иако Confessions не доноси Ашеру све начине умјетничке зрелости, којој би се неко надао, пратити напредак ове звијезде дефинитивно има своје ужитке.” Часопис Q осврнуо се на његову оданост R&B-у, као и плесни и љубавни мотив као главни субјекат, који је подржан са „врелим продукцијским штипањем.” Уредница часописа Вилиџ војс, Ејми Линден, коментарисала је да је Ашеров карактерни дефект лако заборављен, зато што умије да пјева, додавши: „као са албумом из 2002, добро продаваним али потцијењеним 8701, Confessions је на врху линије поп соул изложбе, који успијева да буде комерцијално здрав, без одласка као сувише очајнички. Нешто као Ашер лично.” Уредница Њујорк тајмса, Калефа Сане, рекла је да при крају, текстописац оставља Ашера са углавном R&B оптерећеним албумом, али је истакла да су његове перформансе солидне.
Задовољство слушања Ашера је задовољство слушања пјевача који зна тачно шта ради. 'Истина боли', наизглед невини албум постаје прилично гадан када наратор одједном схвати да су прва два стиха пуна лажи. Што поставља питање: јесу ли ове наводне исповијести тачне? Он воли да се игра са својом публиком на овај начин, воли да нам говори колико је тачно лош, затим нас изазива да му вјерујемо.
У помијешаној рецензији, Каролина Саливан из Гардијана, критиковала је „продукцијски сјај” и написала је: „иако Ашеров флуид извлачи слабе пјесме, ту су само двије сјајне пјесме — „Yeah!” и пјесма са наслова, и 17 које то нису.” Уредница часописа Ролинг стоун, Лаура Синагра написала је:„ R&B; тинејџерски сан Ашер враћа се у живот, поново. На Confessions-у, његовом првом албуму од 8701 из 2001, 24 године стар поп крунер дјечијег лица, још увијек није сасвим прекинуо као напаљени хулиган. Али након што је испаљен прошле године од ортака Ештона Кучера, остављен од стране дјевојке Чили из групе TLC, наша плесна модна плоча инсистира да је одрастао.”. Уредник часописа Блендер, Џон Караманика, истакао је да Ашерову текстови нису јаки и да се његове баладе обично удаве у сопственој празнини. Уредница часописа Вашингтон пост, Елизабет Мендез Бери назвала је албум Confessions Ашеровим најјачим албумом до сада, истичући да су сексуалне пјесме свакодневне. Роберт Кристгау из Вилиџ војса навео је пјесме „Confessions Part II” и „Bad Girl” као „избор за одсијецање”, што по његовим оцјенама значи „добра пјесма на албуму који није вриједан вашег времена или новца”.

### Признања
Албум је Ашеру донио бројна признања. На 47 додјели Гремија, био је номинован у осам категорија, а побиједио је у три: најбољи савремени R&B албум, најбоље R&B перформансе дуа или групе са вокалима (за пјесму „My Boo”) и најбоља реп/сунг сарадња (за пјесму „Yeah!”). На Соул трејн музичким наградама 2005. године освојио је индивидуалну награду за забављача године и четири награде за албум: најбољи мушки R&B/соул албум (за Confessions); најбољи мушки R&B/соул сингл („Confessions Part II”); најбољи R&B/соул сингл групе, бенда или дуа (за „My Boo”) и најбољи R&B/соул или денс одсјечак (за „Yeah!”). На додјели Америчких музичких награда 2004. године освојио је четири награде: омиљени мушки соул/R&B извођач, омиљени мушки поп рок извођач, омиљени соул/R&B албум и омиљени поп рок албум. На додјели Билборд музичких награда 2004. године освојио је 11 награда, укључујући награду за извођача године, мушког извођача године и хот 100 пјесму године, за пјесму „Yeah!”, док је у још осам категорија био номинован за награду. Албум је 2004. годину завршио на првом мјесту на Билборд 200 листи, док су синглови „Yeah!” и „Burn” завршили годину на прва два мјеста на Билборд хот 100 листи. У децембру 2009. године рангиран је као најбољи соло албум и други најбољи албум деценије 2000—2009. Синглови Yeah!, Burn, и My Boo су рангирани међу хот 100 пјесама деценије 2000—2009, на другом, 21 и 36 мјесту.
На Билборд 200 листи албума свих времена, „Confessions” је на 16 мјесту, док је на првом мјесту Аделин албум 21.

## Комерцијалне перформансе
Confessions је комерцијално био успјешан, са продатих 1,096 милиона примјерака у Сједињеним Државама прве недеље. Постао је албум са највише продатих примјерака прве недеље икада од стране неког R&B извођача, други по реду албум са највише продатих примјерака прве недеље од стране мушког извођача и седми најпродаванији албум прве недеље икада. Такође је изједначио комбиновану продају прве недеље од његова четири претходна албума заједно, укључујући и његов уживо албум, под називом Live. Албум је био историјски и за издавачку кућу Ариста рекордс, поставши њихов најпродаванији албум прве недеље икада снимљен. Успјеху 30 година старе издавачке куће допринјело је спајање са издавачком кућом Зомба рекордс. У марту 2013. године, албум је био на десетом мјесту најпродаванијих албума прве недеље икада.
Албум је дебитовао на првом мјесту Билборд 200 листе, поставши Ашеров први албум број један на листи. Confessions је такође био на првом мјесту на листи у Канади, и на листи Топ R&B/хип хоп албума у Сједињеним Државама. За његов рани и успјешан напредак на листи сматрају се заслужним јаки синглови, доста појављивања у медијима и промоција. Са синглом „Yeah!” који је покренуо деби албума на првом мјесту, „Burn”, други сингл, олакшао је доминацију албума такође. Прва два објављена сингла су се такмичила на Билборд хот 100 листи; „Yeah!” је на првом мјесту Билборд хот 100 листе провео 12 недеља заредом, што је најдужи низ у 2004. години,док је сингл „Burn” провео осам недеља заредом на првом мјесту. Сингл Фантазије Барино „I Believe” дебитовао је на првом мјесту, смијенивши Ашеров „Burn” након осам недеља; недељу касније, Ашеров трећи сингл, „Confessions Part II”, нашао се на првом мјесту листе, али га је Баринин сингл спријечио да постане први извођач након Битлса чија су три сингла заредом била на првом мјесту. Упркос томе, постао је први извођач чија су се три сингла заредом нашла на првом мјесту Билборд ерплеј радио листе. „Yeah!” и „Burn” су били најпродаванији синглови 2004. године у Сједињеним Државама, захваљујући чему су се нашли на првом и другом мјесту Билбордове листе синглова на крају године. Ашер је тако постао први извођач након Битлса 1964. године, чија су два сингла заузимала прве двије позиције на крају године.
Албум је наставио доминацију на листи. Албум групе D12 D12 World, прекинуо је његов низ од пет недеља заредом на првом мјесту; ипак, Confessions се вратио на прво мјесто следеће недеље. Укупно је на првом мјесту провео девет недеља, поставши тако албум са највише проведених недеља на првом мјесту у овом миленијуму, све до 2009. године, када је албум Тејлор Свифт Fearless провео 11 недеља на првом мјесту. Око мјесец дана након објављивања, Confessions је сертификован три пута платинум од стране Америчког удружења дискографских кућа (RIAA), за продатих три милиона примјерака у Сједињеним Државама. Confessions се такође нашао на првом мјесту листе најпродаванијих албума 2004. године у Сједињеним Државама, са продатих осам милиона примјерака. Confessions је тако постао други најпродаванији албум деценије иза Еминемовог албума The Marshall Mathers LP. У јулу 2012. године, достигао је продају од 10 милиона примјерака у Сједињеним Државама, док је продао преко 20 милиона примјерака широм свијета. Са продатих 10,3 милиона примјерака у Сједињеним Државама, сертификован је као дијамантски од стране Америчког удружења дискографских кућа (RIAA).

## Заоставштина и утицај
Са продатих преко осам милиона примјерака 2004. године, Confessions је био најпродаванији албум године у Сједињеним Државама. Заједно са успјехом другог албума Норе Џоунс, Feels like Home (2004), као и пробојним албумима многих нових и старих извођача, дјеловало је да се продаја албума у Сједињеним Државама опоравља након три узастопне године када је продаја била у константном опадању услед такмичења са DVD-ијевима и видео играма и због ауторских права. На крају 2004. године, индустрија је продала 667 милиона албума, што је раст од осам процената у односу на 2003. године. Успјех албума такође је успоставио комерцијалну доминацију урбане музике током раних двијехиљадитих; R&B и хип хоп извођачи су доминирали на Билбордовим листама. У 2004. години, свих 12 синглова који су били на првом мјесту Билборд хот 100 листе су од стране афроамеричких извођача, који такође чине 80% синглова број 1 на ритам и блуз листи те године. Заједно са Ашеровим сингловима, прво мјесто на листи топ 40 радио пјесама, као и поп и R&B листама заузимали си Ауткаст са пјесмом „Hey Ya!”, Снуп Дог са пјесмом „Drop It Like It's Hot”, Terror Squad са пјесмом „Lean Back”, и Кјара са пјесмом „Goodies”. Крис Моланфи из Вилиџ војса касније је написао да је урбана музика 2000-их поп музика.
У чланку Њујорк тајмса на крају године, уредник Бен Сисарио означио је 2004. годину као „година Ашера”. Успјех албума донио је Ашеру награду најбољег извођача године 2004. Многи су истакли да је Ашер насљедник Мајкла Џексона. Сајт Uproxx рекао је да Confessions иде ка томе да успостави себе као оријентир у поп култури, описујући га незамењивим. Судећи по часопису Вајб, албум је заслужан за рађање многих савремених албума, попут албума Адел 21, Мигеловог Kaleidoscope Dream, Дрејковог So Far Gone, Омарионовог O, албума Џејсона Дерула Jason Derulo и других.
Брајан Мајкл Кокс, који је копродуцент и ко текстописац пјесме „Burn”, стекао је кредибилитет у музичкој индустрији због своје улоге на албуму. Кокс је продуцирао пјесме за неколико америчких извођача, укључујући Алишу Киз, B2K, Марају Кери и Дестинис чајлд, између осталих, али сматра „Burn” својим краљевским тренутком, што му је донијело и двије номинације за Греми. Док се 2004. година сматра његовом годином упознавања са већом мејнстрим публиком, Кокс је изјавио у интервјуу за МТВ да су многи људи почели да пребројавају шта је урадио.
Текстописац из Филаделфије, Данијел Марино добио је на суђењу 44 милиона долара, након што је поднио тужбу против Ашерове пјесме „Bad Girl”, за коју је тврдио да је његова пјесма „Club girl”; поред новца, припала му је и трећина права за пјесму „Bad Girl”.

## Списак пјесама
| №               | Назив                             | Аутор(и)                                                                              | Продуценти                                                   | Трајање |  |
| 1.              | Intro                             |                                                                                       | Џејмс Лејки Ашер                                             | 0:46    |  |
| 2.              | Yeah! (са Лил Џоном и Лудакрисом) | Лил Џон Шон Гарет Патрик Смит Лудакрис Роберт Макдауел Џејмс Филипс Ламаркиз Џеферсон | Лил Џон Гарет [а]                                            | 4:10    |  |
| 3.              | Throwback                         | Рико Лов Џастин Смит Кве Смит Ламон Дозје Брајан Холанд Едвард Холанд Ричард Вајл     | Џаст Блејз                                                   | 4:01    |  |
| 4.              | Confessions (Interlude)           |                                                                                       | Ашер Валдез Брентли Хуан Џони Нахера Арон Спирс Артур Стронг | 1:15    |  |
| 5.              | Confessions Part II               | Џермејн Дупри Брајан Мајкл Кокс Ашер                                                  | Дупри Кокс [b]                                               | 3:49    |  |
| 6.              | Burn                              | Дупри Кокс Ашер                                                                       | Дупри Кокс [б]                                               | 4:16    |  |
| 7.              | Caught Up                         | Андре Харис Видал Дејвис Џејсон Бојд Рајан Тоби                                       | Андре Харис Видал Дејвис                                     | 3:44    |  |
| 8.              | Superstar (Interlude)             |                                                                                       | Ашер Брентли Нахера Спирс Стронг                             | 1:04    |  |
| 9.              | Superstar                         | Харис Дејвис Бојд Тоби Нитика Хемингвеј                                               | Андре Харис Видал Дејвис                                     | 3:29    |  |
| 10.             | Truth Hurts                       | Џими Џам и Тери Луис Џејмс Харис II Тери Луис Ашер Боби Рос Авила Исија Авила         | Џими Џам и Тери Луис Боби Рос Авила & IZ [б]                 | 3:51    |  |
| 11.             | Simple Things                     | Харис III Луис Ашер Б. Авила И. Авила                                                 | Џими Џам и Тери Луис Боби Рос Авила & IZ [б]                 | 4:58    |  |
| 12.             | Bad Girl                          | Харис III Луис Ашер Данте Бартон Били Гас Б. Авила И. Авила                           | Destro Music Џими Џам и Тери Луис Боби Рос Авила & IZ [б]    | 4:21    |  |
| 13.             | That's What It's Made For         | Харис III Луис Ашер Б. Авила И. Авила Џејмс Рајт                                      | Џими Џам и Тери Луис Боби Рос Авила & IZ [б] Рајт [б]        | 4:37    |  |
| 14.             | Can U Handle It?                  | Робин Тик Џејмс Гас Роберт Данијелс Ашер                                              | Тик Pro J                                                    | 5:45    |  |
| 15.             | Do It to Me                       | Дупри Кокс Ашер                                                                       | Дупри Кокс [б]                                               | 3:53    |  |
| 16.             | Take Your Hand                    | Рич Харисон Ашер Леон Хаф Џен Мекфаден Џон Витехед                                    | Harrison                                                     | 3:03    |  |
| 17.             | Follow Me                         | Харис Дејвис Бојд Тоби                                                                | Андре Харис Видал Дејвис Тоби [а] Бојд [а]                   | 3:30    |  |
| Укупно трајање: | Укупно трајање:                   | Укупно трајање:                                                                       | Укупно трајање:                                              | 57:19   |  |

| №   | Назив                                                      | Аутор(и) | Продуценти    | Трајање |  |
| 18. | Whatever I Want                                            |          | Рич Харисон   | 3:11    |  |
| 19. | Confessions Part I (Мијења пјесму 4 на специјалном издању) |          | Џермејн Дупри | 4:21    |  |

| №   | Назив                                                       | Продуценти           | Трајање |  |
| 18. | My Boo (са Алишом Киз)                                      | Џермејн Дупри        | 3:43    |  |
| 19. | Red Light                                                   | Лил Џон              | 4:48    |  |
| 20. | Seduction                                                   | Џими Џам и Тери Луис | 4:33    |  |
| 21. | Confessions Part II (Remix) (са Shyne, Канје Вест и Twista) | Џермејн Дупри        | 4:28    |  |

Напомене
- ^[а]  означава вокалног продуцента.
- ^[б]  Означава копродуцента.
- Пјесма „Throwback” садржи узорак пјесме Дијона Варвика из 1973. „You're Gonna Need Me”.
- „Throwback” је модификована за специјално издање, да би укључили гостујуће извођење репера Џадакиса.
- „Confessions (Interlude)” је замијењана са пјесмом за „Confessions Part I” на специјалном издању
- „Superstar” садржи узорак пјесме Вилија Хача из 1973. „Mack's Stroll/The Getaway (Chase Scene)”.
- „Truth Hurts” користи продукцију пјесме Џенет Џексон „Could This Be Love”.
- „Take Your Hand” садржи узорак пјесме Харолда Мелвина из 1973. „Is There a Place for Me?”.
- Фејт Еванс изводи необрађени позадински вокал на пјесми „Superstar”.[84]

## Сарадници на албуму
Заслуге за албум Confessions прилагођене су са сајта Allmusic.
- Дарси Олдриџ – позадински вокал
- Боби Рос Авила – гитара, клавир, скретч, ниска, клавијатура, позадински вокал, продуцент, програмирање бубњева, вурлицер клавир, мог таурус
- Данте Бартон – продуцент, инжињер
- Џејсон Бојд – продуцент вокала
- Валдез Брентли – продуцент
- Брајан Мајкл Кокс – продуцент
- Лери Кокс – клавијатура
- Јан Крос – инжињер
- Кевин Дејвис – инжињер
- Видал Дејвис – продуцент, миксање
- Џермејн Дупри – продуцент, миксање
- Е Бас – гитара
- Брајан Фрје – инжињер
- Џон Фрје – миксање
- Ричарс Фурч – миксање
- Сенди Гарет – позадински вокал, продуцент вокала
- Сербан Генеа– миксање
- Андре Харис – продуцент, миксовање
- Рич Харисон – продуцент, инструментација
- Делисија Хасан – координатор продукције
- Џон Ореско IV – инжињер, асистент
- Iz – бас, гитара, удараљке, скретч, бубњеви, клавијатура, продуцент, мог таурус
- Џими Џам – продуцент, родес клавир
- Ламаркиз Џеферсон – бас
- Дарал Џонс – A&R
- Џаст Блајз – продуцент
- L-Roc – клавијатура
- Џејмс Лејки – продуцент
- Кен Луис – гитара, инжињер, миксање
- Тњеи Луис – продуцент
- нотни АН – фотографија
- Мет Марин – инжињер
- Мени Маругвин – миксање
- Тони Масерати – миксање
- Тед Минго – асистент
- Џони Нахара – продуцент
- Паула Патон – позадински вокал
- Марк Питс – A&R
- Херб Пауерс – мастеринг
- Ашер – позадински вокал, продуцент, извршни продуцент
- Тим Робертс – асистент
- Дони Сканц – инжињер
- Џон Смелц – миксање
- Јан Смит – продуцент вокала, тренер вокала
- Лил Џон – позадински вокал, продуцент, миксање
- Арон Спирс – продуцент
- Патрис Стјуарт – позадински вокал
- Артур Стронг – продуцент
- Фил Тан – миксање
- Робин Тик – продуцент, инструментација
- Рајан Тоби – продуцент вокала
- Трак Старз – инжињер
- Марк Винтен – инжињер
- D.L. Варфилд– дизајн, план дизајна
- Рајан Вест – инжињер
- Ђан Рајт – асистент
- Џејмс Рајт – бас, продуцент, вурлицер клавир

## Позиције на листама

### Недјељна листа
| Листа (2004)                               | Најбоља позиција |
| ------------------------------------------ | ---------------- |
| Аустралијска листа албума (ARIA)           | 2                |
| Аустријска листа албума                    | 25               |
| Белгијска листа (Фландрија)                | 10               |
| Белгијска листа (Валонија)                 | 7                |
| Канадска листа албума                      | 1                |
| Данска листа (IFPI)                        | 10               |
| Финска листа (IFPI)                        | 20               |
| Њемачка листа ((Offizielle Top 100)        | 2                |
| Ирска листа (IRMA)                         | 1                |
| Холандска листа (MegaCharts)               | 3                |
| Новозеландска листа (RMNZ)                 | 1                |
| Пољска листа (ZPAV)                        | 35               |
| Шкотска листа (OCC)                        | 5                |
| Шпанска листа (PROMUSICAE)                 | 56               |
| Шведска листа (Sverigetopplistan)          | 11               |
| Швајцарска листа (Schweizer Hitparade)     | 3                |
| Листа албума у Уједињеном Краљевству (OCC) | 1                |
| US Билборд 200                             | 1                |
| Топ R&B/хип хоп албуми (Билборд)           | 1                |

| Листа (2005)               | Најбоља позиција |
| -------------------------- | ---------------- |
| Француска листа (SNEP)     | 4                |
| Норвешка листа (VG)        | 2                |
| Шпанска листа (PROMUSICAE) | 60               |

### Позиција на крају године
| Листа (2004)   | Позиција |
| -------------- | -------- |
| US Билборд 200 | 1        |

### Позиција на крају деценије
| Листа (2000—2009)                    | Позиција |
| ------------------------------------ | -------- |
| Листа албума у Уједињеном Краљевству | 71       |
| US Билборд 200                       | 2        |

## Сертификације
| Регион                               | Сертификација | Сертификованих/продатих јединица |
| ------------------------------------ | ------------- | -------------------------------- |
| Аустралија (ARIA) Нови Зеланд (RMNZ) | 5× Платинум   | 350.000                          |
| Канада (Music Canada)[               | 6× Платинум   | 600.000                          |
| Данска (IFPI Denmark)                | Златни        | 20.000                           |
| Француска (SNEP)                     | Златни        | 100.000                          |
| Њемачка (BVMI)[                      | Златни        | 100.000                          |
| Мађарска (MAHASZ)[                   | Платинум      | 20.000                           |
| Јапан (RIAJ)                         | Платинум      | 250.000                          |
| Макау (IFPI)                         | Платинум      | 10.000                           |
| Холандија (NVPI)                     | Златни        | 40.000                           |
| Нови Зеланд (RMNZ)                   | 5× Платинум   | 75.000                           |
| Русија (NFPF)                        | 2× Платинум   | 100.000                          |
| Швајцарска (IFPI Switzerland)        | Платинум      | 40.000                           |
| Уједињено Краљевство (BPI)           | 5× Платинум   | 1.536 714                        |
| Сједињене Државе (RIAA)              | Дијамантски   | 10.300 000                       |
| Венецуела (IFPI)                     | Платинум      | 30.000                           |
| Хонгконг (IFPI)                      | Платинум      | 20.000                           |
| Европа (IFPI)                        | 2× Платинум   | 2.000 000                        |